# Sabalgarh
Sabalgarh è una suddivisione dell'India, classificata come municipality, di 29.597 abitanti, situata nel distretto di Morena, nello stato federato del Madhya Pradesh. In base al numero di abitanti la città rientra nella classe III (da 20.000 a 49.999 persone).

## Geografia fisica
La città è situata a 26° 15' 0 N e 77° 24' 0 E e ha un'altitudine di 211 m s.l.m..

## Società

### Evoluzione demografica
Al censimento del 2001 la popolazione di Sabalgarh assommava a 29.597 persone, delle quali 15.882 maschi e 13.715 femmine. I bambini di età inferiore o uguale ai sei anni assommavano a 4.650, dei quali 2.496 maschi e 2.154 femmine. Infine, coloro che erano in grado di saper almeno leggere e scrivere erano 18.894, dei quali 11.701 maschi e 7.193 femmine.